# Tumbang Samba Airport
Tumbang Samba Airport är en flygplats i Indonesien.   Den ligger i kabupatenet Kabupaten Seruyan och provinsen Kalimantan Tengah, i den västra delen av landet, 900 km nordost om huvudstaden Jakarta. 
Terrängen runt Tumbang Samba Airport är mycket platt. Runt Tumbang Samba Airport är det glesbefolkat, med 8 invånare per kvadratkilometer. I omgivningarna runt Tumbang Samba Airport växer i huvudsak städsegrön lövskog.